# Place Saint-André (Grenoble)
Pour les articles homonymes, voir Place Saint-André.
La place Saint-André est une place publique de la commune française de Grenoble, dans le département français de l'Isère, en région Auvergne-Rhône-Alpes.

## Situation et accès

### Situation
En partant du nord, et dans le sens des aiguilles d'une montre, la place donne accès aux voies suivantes, selon les références toponymiques fournies par le site géoportail de l'Institut géographique national. :
- Nord-est : Rue du Palais
- Sud-est : Grande Rue
- Sud-ouest : rue d'Agier
- Ouest : rue Hector-Berlioz
- Nord-ouest : rue Guy Pape

### Accès
La place, positionnée dans la zone piétonne de la ville, non loin des quais de l'Isère, est accessible aux passants depuis n'importe quel point de la ville.
La place est desservie par les lignes A, B  et D du réseau de tramway de l'agglomération grenobloise. La station la plus proche se dénomme Hubert Dubedout - Maison du Tourisme.

## Origine du nom
La place tire son nom tire de l’église et de la collégiale Saint-André que le Dauphin Guigues VI de Viennois fit construire, au début du XIIIe siècle.

## Historique

### Moyen Âge et Renaissance
La collégiale Saint-André est fondée au XIIIe siècle
En 1453, le roi Louis XI (alors Dauphin de Viennois) transforme le Conseil delphinal en cour souveraine de justice appelée Parlement du Dauphiné, troisième Parlement établi en France, après ceux de Paris et Toulouse.

### Époque contemporaine
Lors de la Révolution française, le Parlement du Dauphiné est dissous et devient un palais de justice. la justice y sera rendue jusqu'en 2002.
Durant la Seconde Guerre mondiale, le café de la Table Ronde est devenu un lieu de rencontres des résistants.
Le journaliste Jean Pain connu pour ses opinions anti-allemandes y est arrêté le 26 novembre 1943 durant de la Saint-Barthélemy grenobloise et fut exécuté par les forces d'occupation le lendemain.

## Bâtiments remarquables, monuments et lieux de mémoire
Le centre de la place héberge une la statue du chevalier Bayard.
- La Collégiale Saint-André qui a fait l’objet d’un classement au titre des monuments historiques depuis le 27 août 2010
- Le Palais du parlement du Dauphiné a fait l’objet d’un classement au titre des monuments historiques depuis 1889
- Le café La Table ronde qui est le plus ancien café de Grenoble et un des plus vieux de France[4].
- La statue du chevalier Pierre Terrail de Bayard, au centre de la place

Quelques photos des monuments et lieux de la place Saint-André
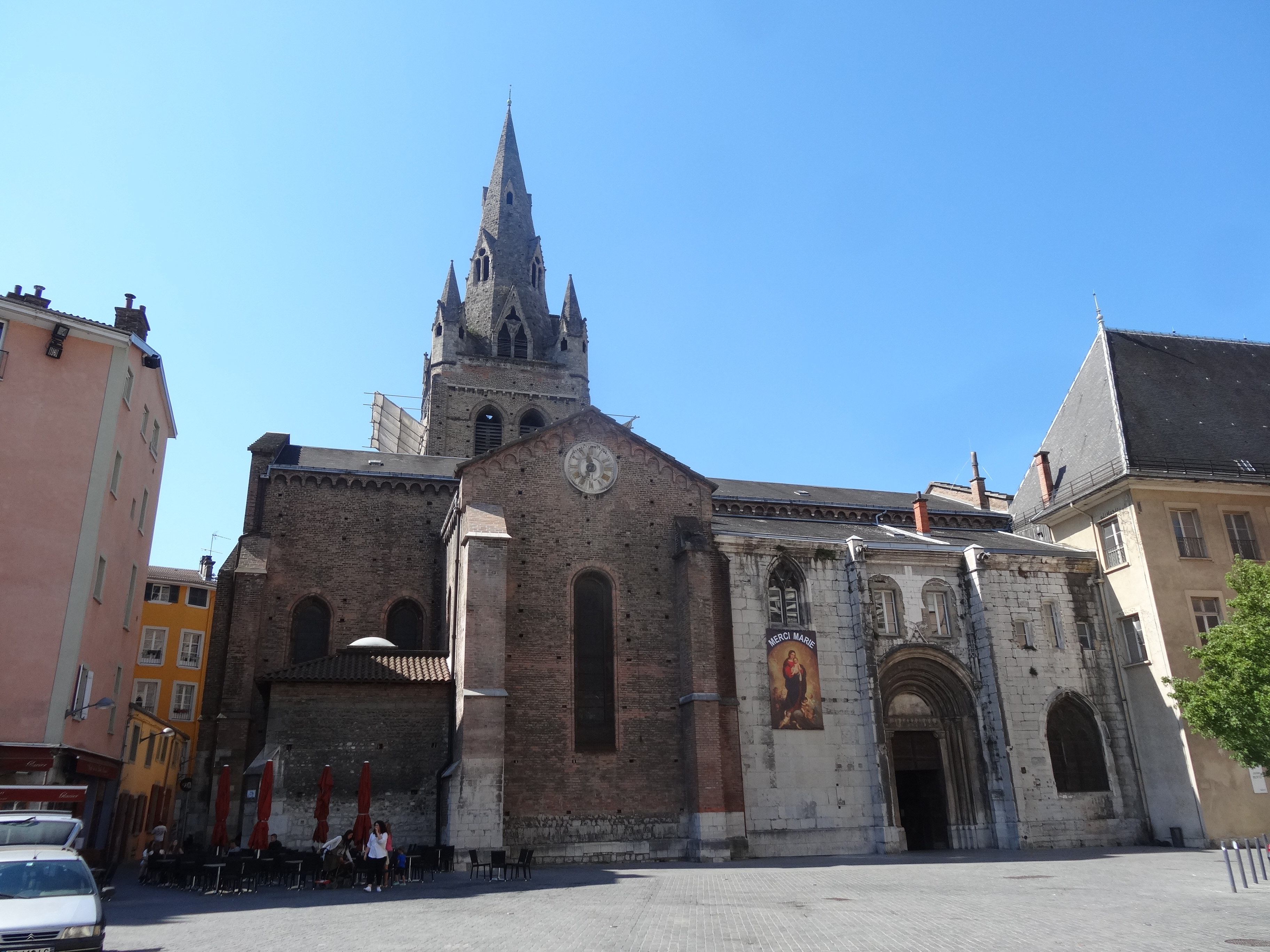
Collégiale Saint-André
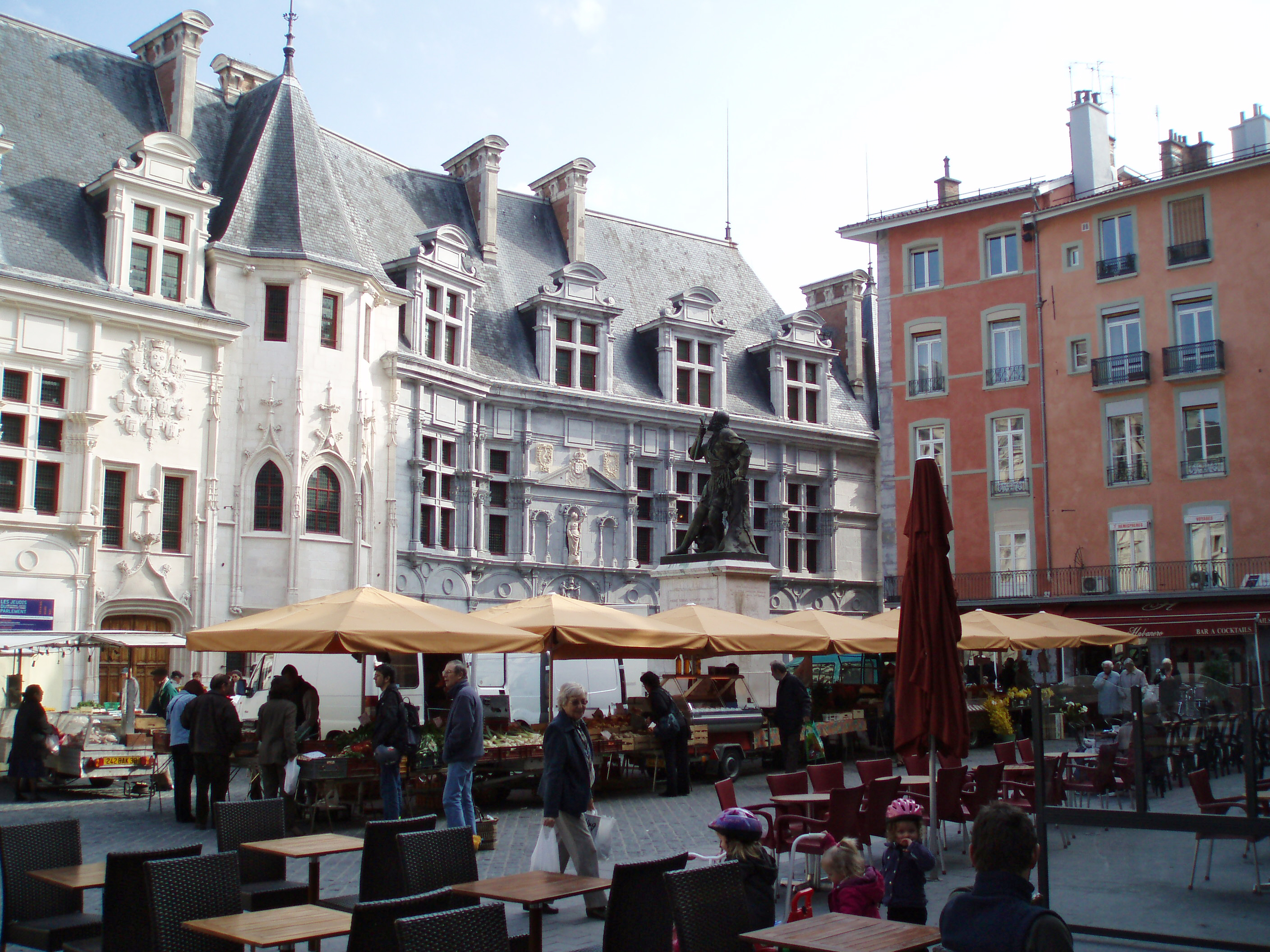
Palais du Parlement le jour du marché saint-André
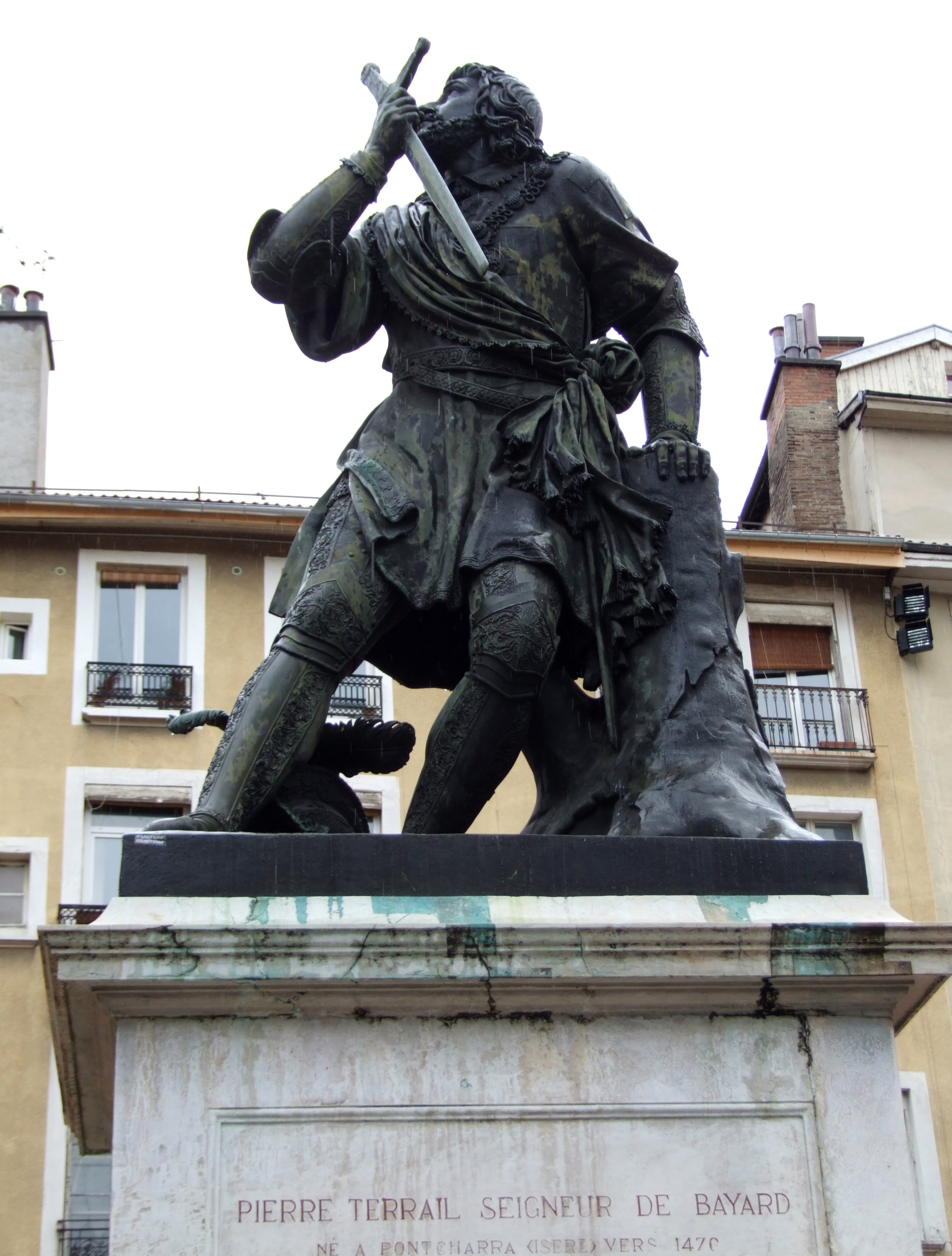
Statue du chevalier Bayard
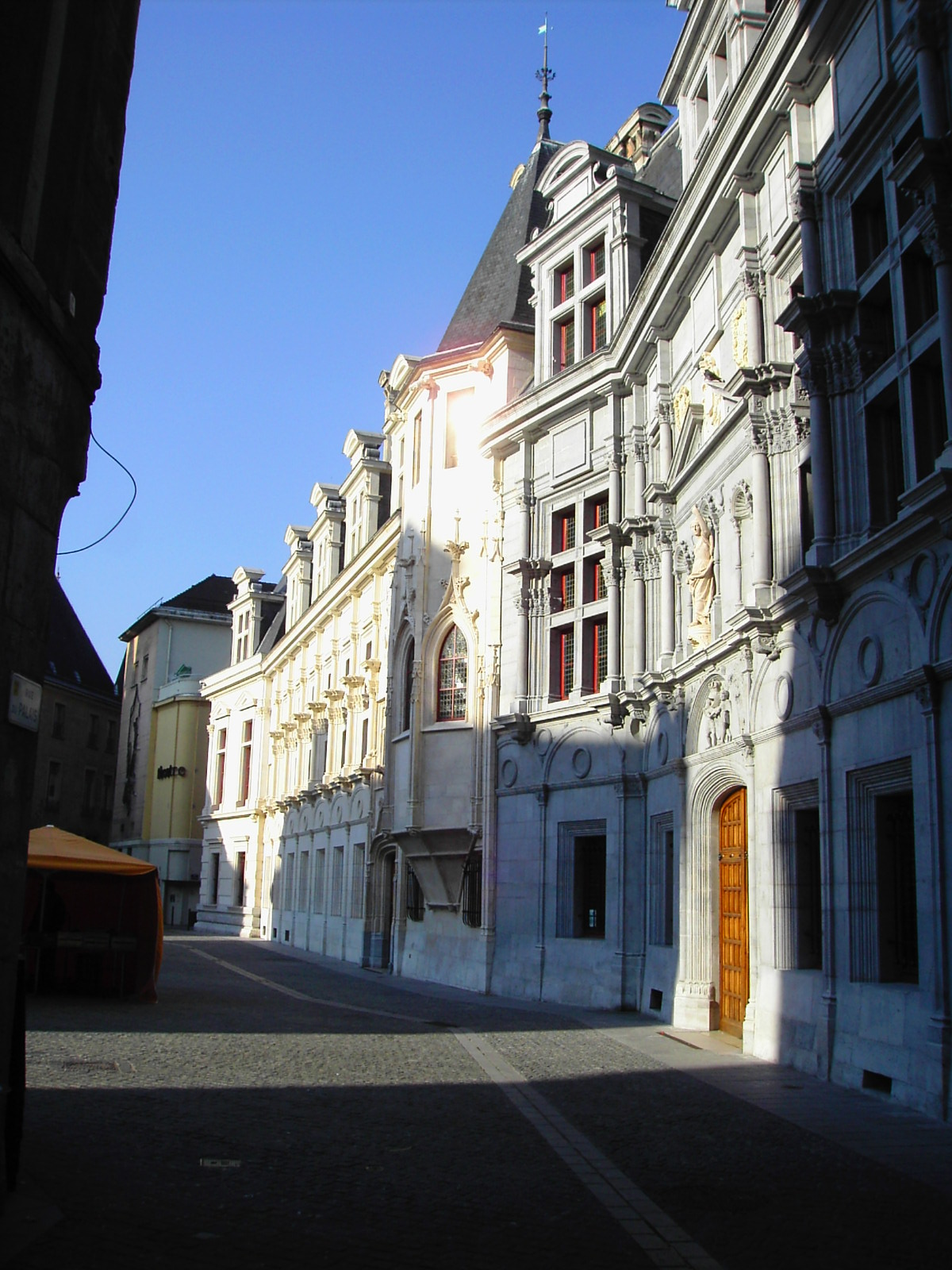
Palais du Parlement depuis la rue du Palais
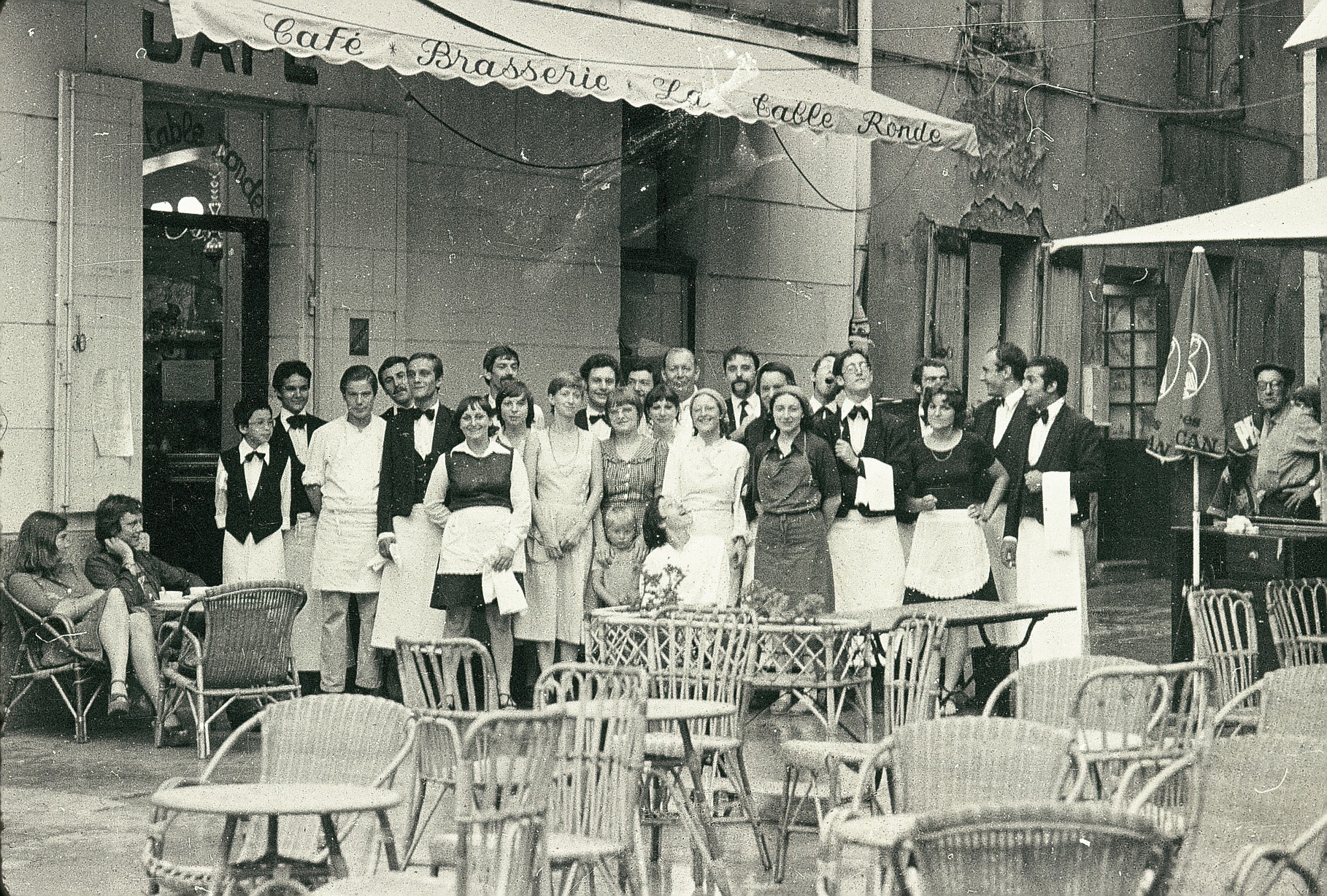
Le café de la table ronde en 1960
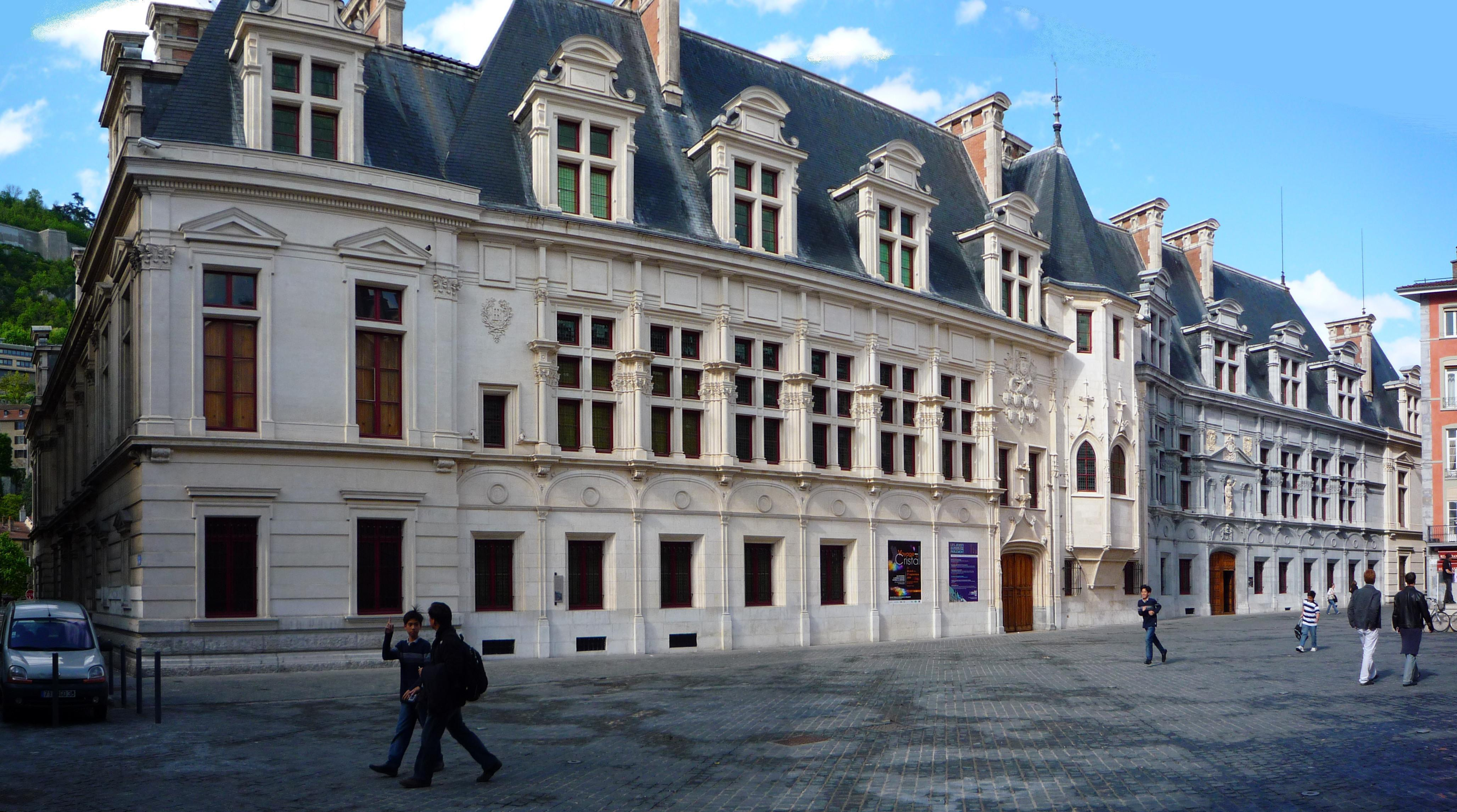
Palais du Parlement du Dauphiné